# 社会保障局 (アメリカ合衆国)
社会保障局（Social Security Administration、略称：SSA）は、アメリカ合衆国連邦政府の独立機関の1つ。社会保障（ソーシャルセキュリティ）および社会保険プログラム（年金・障害者保険・公的扶助）を扱う。これらの福祉を支えるため、アメリカの労働者のほとんどが所得から社会保障税を支払っている。将来の福祉は、労働者の拠出金額に応じる。
社会保障局は合衆国法典42章901条に従って設立されている。

## 機能
社会保障局の本部はボルチモアの西、メリーランド州ウッドローンに位置し、中央オフィス（Central Office）と呼ばれる。この他にも10ヶ所の地方オフィス・8ヶ所の処理センター・約1300の地域事務所・37の通信サービスセンター（Teleservice Center）がある。2007年の時点で、6万2000人の人々が社会保障局に勤務している。社会保障は、現在アメリカで行われているものの中でもっとも大規模な社会福祉プログラムであり、政府歳出の37%、GDPの7%が使われている。調査の結果、65歳以上のアメリカ国民のうち40%が社会保障によって貧困を免れているという（2004年11月-12月）。

## 歴史
フランクリン・ルーズベルト大統領のニューディール政策の一環として、1935年8月14日の調印をもって社会保障法（Social Security Act）が成立したのをうけ、新しい福祉プログラムの管理のため、同法に基づいて社会保障委員会（Social Security Board）が作られた。委員会は大統領の指命による3人の理事で構成され、予算・スタッフ・備品はまったくない状態でスタートした。ハリー・ホプキンス長官下の連邦緊急救済局から一時的な予算が拠出された。
最初の社会保障事務局は、1936年10月14日、テキサス州オースティンに開かれた。社会保障税が最初に徴収されたのは1937年1月であり、最初の一括総額納付でもあった。最初の社会保障金受領者は1937年1月のアーネスト・アッカーマンで、金額は17セントであった。この支払いは一括総額支払いであり、1937年1月から1939年12月までの準備期間に支払われた唯一の例である。月払いの退職年金をもらった最初の人物は、バーモント州ブラトルバロのアイダ・メイ・フラーである。フラーの最初の支払い（1940年1月31日）は、22ドル54セントであった。1939年、社会保障委員会はアメリカ合衆国大統領顧問団の連邦保障局（en:Federal Security Agency：アメリカに1953年まで存在していた独立機関）下に吸収された。連邦保障局には社会保障委員会・アメリカ公衆衛生局・市民保全部隊などが含まれていた。1940年1月、最初の継続的定期給付が始まった。
1946年、ハリー・S・トルーマン大統領の再編計画のもと、社会保障委員会は社会保障局へと改称された。
1972年、固定収入のインフレーションの影響に対応するため、社会保障局のプログラムに公共料金調整（Cost of Living Adjustments：COLAs）が導入された。
1953年、連邦保障局が廃止され、社会保障局は保健教育福祉省の下におかれた。保健教育福祉省は1980年に保健福祉省に改称された。1994年、ビル・クリントン大統領は合衆国法典42章901条に調印し、社会保障局を行政府の独立機関の地位に戻した。

## 本部
社会保障局は、ワシントンD.C.外に本部を持つ数少ない政府機関の一つである。社会保障局の本部はボルチモアにあるが、これはもともと前例のない量の書類を保持できる建物が必要だったためである。1936年のワシントンにおいて適切な場所がなかったため、社会保障委員会はボルチモアのインナーハーバー（en:Inner Harbor）地域のキャンドラービルディングを仮用地として選定した。委員会が設置された直後に、ワシントンで記録保管容量の条件に合う社会保障局本部ビルの工事が始められた。しかし、新しい本部ビルの工事が終わった時には、すでに第二次世界大戦が始まっており、ビルは陸軍省に徴発された。第二次世界大戦が終わった時には、問題が多すぎて社会保障局をふたたびワシントンに移すことはできなくなっていた。1960年に新しく建設されたウッドローンの本部に移るまで、社会保障局本部はキャンドラービルディングを動くことはなかった。
社会保障局（Social Security Administration）のために新設された、社会保障局本部の側を通る道路（メリーランド州道122号）は、セキュリティ通り（Security Boulevard）と呼ばれ、ボルチモアとボルチモア西部郊外を結ぶ幹線道路の一つになった。また、社会保障局からボルチモア環状道路に出る道路（州間道695号）もセキュリティ通りと呼ばれている。さらに、本部付近にあるショッピングセンターの名前もセキュリティ・スクエア・モールであり、さらにウッドローン自体も俗に「セキュリティ」と呼ばれることがある。ユタ州からメリーランド州まで約3500キロを走る州間道70号は、社会保障局構内に接続するパークアンドライド駐車場が終端になっている。
スペース上の制約や建物の補修のため、社会保障局職員の多くがウッドローン周辺のリースされた敷地で業務を行っている。

## 流行新生児名レポート
社会保障局は、毎年母の日の直前に、前年アメリカで多くの新生児に付けられた名前のリストを、社会保障カードの申し込み内容に基づいて算出し、公表している。このレポートでは、男女それぞれについて1000件の名前が挙げられる。社会保障局ウェブサイトの「Popular Baby Names」のページでリストをすべて閲覧でき、過去・現在にわたる検索も可能である。